# Pigface
Pigface é um supergrupo de rock industrial e rock experimental formado em Chicago, Illinois, no ano de 1990 por Martin Atkins e William Rieflin.
Pigface foi formado a partir da turnê The Mind Is A Terrible Thing To Taste do Ministry, que produziu o álbum e vídeo In Case You Didn't Feel Like Showing Up. Para a turnê, Al Jourgensen trouxe Atkins, Nivek Ogre e Chris Connelly. Também na turnê estava Rieflin, baterista regular do Ministry na época. Enquanto Atkins gostava da dinâmica de tocar com um segundo baterista, ele sentiu que a formação era capaz de muito mais do que ser, o que ele frequentemente chamou, "uma banda cover de Ministry". Uma vez que a turnê acabou, Atkins e Rieflin decidiram continuar a trabalharem juntos e recrutaram vários parceiros de turnê para a turnê The Mind Is A Terrible Thing To Taste. Pigface nasceu com a intenção de manter um estilo de colaboração de constantes mudanças de formação com muitos músicos experimentais, muitos dos quais, especialmente no começo, haviam gravado para o selo de influência na música industrial Wax Trax!.
Trent Reznor também foi um dos primeiros parceiros, antes do Nine Inch Nails se tornar um grupo famoso. "Suck," co-escrita e cantada por Reznor, era algo como um sucesso underground, e Reznor mais tarde regravou a faixa para o EP Broken.
Rieflin eventualmente saiu do Pigface, deixando Atkins no comando. As centenas de colaboradores musicaus para gravar e tocar com o Pigface certificaram que cada álbum, e cada canção, é única. Entretanto, esta prática levou a críticas negativas devido a percebida falta de continuidade.